# فيدران رونجي
فيدران رونجي (بالكرواتية: Vedran Runje)‏ ، من مواليد 10 فبراير 1976 في سنيي في كرواتيا ، لاعب كرة قدم كرواتي.
يلعب مع نادي لينس الفرنسي منذ عام 2007.
بدأ باللعب مع منتخب كرواتيا لكرة القدم في عام 2006.

## مسيرته الكروية
لعب فيدران رونجي خلال مسيرته الاحترافية مع 5 أندية في خمسة عشر موسمًا ولم يسجل خلالها أي هدف ضمن 440 مباراة. حيث فاز في موسم واحد بالكأس ولم يفز بأي دوري.
خاض فيدران رونجي مسيرته مع نادي هايدوك سبليت في موسم 1996–97 ولمدة موسمين، مشاركًا في 23 مباراة ولم يسجل أي هدف. ثم انتقل إلى نادي ستاندارد لييج في موسم 1998–99 في المرة الأولى واستمر معه طيلة ثلاثة مواسم ثم في موسم 2004–05 ولمدة موسمين، حيث شارك طوالها في 167 مباراة ولم يسجل أي هدف أيضًا. لينتقل بعدها إلى نادي أولمبيك مارسيليا في موسم 2001–02 واستمر معه طيلة ثلاثة مواسم، مشاركًا في 85 مباراة ولم يسجل أي هدف أيضًا. ثم انتقل إلى نادي بشكتاش في موسم 2006–07 لمدة موسم واحد، مشاركًا في 32 مباراة ولم يسجل أي هدف أيضًا. هذا وانتقل لاحقًا إلى نادي لانس في موسم 2007–08 ليلعب معه أربعة مواسم، مشاركًا في 133 مباراة ولم يسجل أي هدف أيضًا.

## روابط خارجية
- فيدران رونجي على موقع IMDb (الإنجليزية)
- فيدران رونجي على موقع كينوبويسك (الروسية)

- فيدران رونجي على موقع الاتحاد الدولي (مؤرشف)  (الإنجليزية)
- فيدران رونجي على موقع اتحاد كرواتيا (الكرواتية)
- فيدران رونجي على موقع اتحاد تركيا (لاعب) (الإنجليزية)
- فيدران رونجي على موقع رابطة كرة القدم الفرنسية للمحترفين (الإنجليزية)
- فيدران رونجي على موقع قاعدة بيانات كرة القدم.إي يو (الإنجليزية)
- فيدران رونجي على موقع بيانات كرة القدم. دي إي (الألمانية)
- فيدران رونجي على موقع ليكيب (الفرنسية)
- فيدران رونجي على موقع ناشيونال فوتبول تيمز (الإنجليزية)
- فيدران رونجي على موقع Soccerway.com (الإنجليزية)
- فيدران رونجي على موقع عالم كرة القدم.نت (الإنجليزية)